# Sierra Oriental Chatino (jezik)
Sierra Oriental Chatino jezik (ISO 639-3: cly; ostali nazivi: chatino de la zona alta oriental, lachao-yolotepec chatino, sierra oriental chatino), jedan od šest čatino jezika, zapotečka porodica, kojim govori oko 2 000 ljudi (1993 SIL) u jugoistočnoj Oaxaci, Meksiko. Sela Lachao Pueblo Nuevo i Santa María Yolotepec.

## Vanjske poveznice
- Ethnologue (14th)
- Ethnologue (15th)